# 15510 Phoeberounds
15510 Phoeberounds eller 1999 TF127 är en asteroid i huvudbältet som upptäcktes den 4 oktober 1999 av LINEAR i Socorro County, New Mexico. Den är uppkallad efter Phoebe Robeson Rounds.
Asteroiden har en diameter på ungefär 5 kilometer.